# Казки Бурлеска
Казки Бурлеска (англ. Burlesque Fairytales) — британський трилер 2009 року, режисерки Сьюзан Лучані, дія якого відбувається у вигаданому лондонському театрі 1930-х років з акторським ансамблем на чолі з Бенедиктом Камбербетчем, Ліндсі Дункан і Джимом Картером. Прем'єра фільму відбулася на фестивалі справжнього незалежного кіно в Сіетлі 7 червня 2009 року.

## Сюжет
Ніч одкровень у «Chapel Theatre». Принаймні так написано на флаєрі. Але модну лондонську публіку 1930-х років чекає сюрприз. У театрі все не так, як здається, і незабаром до них доходить, що це не звичайний вечір. Для початку вони не можуть згадати, як вони туди потрапили, а тепер, коли вони прийшли, двері до театру зачинені на засув, а вони опинилися в пастці всередині. У реальному часі у фільмі розповідається п'ять казок, які розгортаються на сцені театру. У цих казках поєднання сцени, кіно, анімації, гігантських декорацій та природних елементів, що розігруються всередині театру, створюють фантастичне враження від розповіді історії. Але часу обмаль, наближається момент істини, і глядачі мають лише останній шанс врятуватися.

## Актори
| Актор               | Роль                |
| ------------------- | ------------------- |
| Анна Андресен       | Русалка             |
| Есме Б'янко         | мати                |
| Стівен Кемпбелл Мур | Пітер Блайт-Сміт    |
| Джим Картер         | The Compere         |
| Бенедикт Камбербетч | Генрі Кларк         |
| Ліндсі Дункан       | Крижана королева    |
| Барбара Флінн       | місіс Аргайл        |
| Мона Гаммонд        | Покійна дружина     |
| Кевін Ховарт        | Джиммі Гаррісон     |
| Софі Хантер         | Аннабель Блайт-Сміт |

## Фільмування
Виробник Double Barrel Productions, фільм є режисерським дебютом Сьюзен Лучані, його зняли за 19 днів на Pinewood Studios .